# Dawu, Xiaogan
Dawu är ett härad som lyder under Xiaogans stad på prefekturnivå i Hubei-provinsen i centrala Kina.